# 백지형법
백지형법(白紙刑法, Blanketstrafgesetz)이란 백지형법의 형벌의 전제가 되는 구성요건의 전부 또는 일부의 규정을 다른 법률이나 명령 또는 고시 등으로 보충해야 할 공백을 가진 형벌법규를 말한다. 형벌법규·공백형법·백지형벌규정이라고도 한다.

## 백지형법의 보충규범 개폐가 법률의 변경인지 여부
피고인이 영업시간제한 위반행위를 할 당시에는 식품위생법 제30조, 같은법시행령 제53조, 대구광역시 고시 제1994-22호에 의하여 일반음식점의 영업시간이 05:00에서 24:00으로 제한되어 있었다가 같은 해 9. 14. 위 시행령 제53조가 삭제되고 보건복지부 고시 제1998-52호에서 일반음식점이 영업시간제한 대상업종에서 제외되었으나, 이러한 법령의 개정은 법률이념의 변천으로 종래의 규정에 따른 처벌 자체가 부당하다는 반성적 고려에서 비롯된 것이라기보다는 사회상황의 변화에 따른 일반음식점의 영업시간제한 필요성의 감소와 그 위반행위의 단속과정에 있어서 발생하는 부작용을 줄이기 위한 특수한 정책적인 필요 등에 대처하기 위하여 취하여진 조치에 불과한 것이므로, 위와 같이 일반음식점의 영업시간제한 규정이 폐지되었다고 하더라도 그 이전에 범하여진 피고인의 영업시간제한 위반행위에 대한 가벌성이 소멸되는 것은 아니다.

## 같이 보기
- 한시법
- 대한민국 형법 제1조

## 참고 문헌
- 손동권, 『체계적 형법연습』, 율곡출판사, 2005. (ISBN 8985177915)